# Chronology ［2005-2010］
『Chronology [2005-2010]』（クロノロジー）は、Sound Horizonによるベストアルバム。2012年4月13日にキングレコードから発売された。

## 概要
2005年から2010年までの5年間の軌跡を辿るSound Horizon初のベストアルバム。
シングル・アルバムの楽曲やボーナストラック音源を収録した2枚組のCDと、ミュージックビデオやライブの一部を収録したDVDが同梱されている。
DISC1は2010年までに発売した各シングル・アルバムから数曲ずつ、全10曲が収録されており、DISC2には現在は入手が不可能となってしまったボーナストラック音源より全3曲を収録。また、ボーナストラックの音源のうち「yaneuraroman」と「truemessage」はボーナストラックのダウンロード用に作られた特設サイト（現在は閲覧不可）から音源をダウンロードする際に表示されたファイル名であり、それまでに正式な曲名の表記はされていなかったため、本作へ収録される際に改題されている。

## 収録曲

### CD

#### DISC1
1. エルの楽園 [→side:E→]
『Elysion 〜楽園幻想物語組曲〜』より収録
2. StarDust
『Elysion 〜楽園幻想物語組曲〜』より収録
3. 朝と夜の物語
『Roman』より収録
4. 黄昏の賢者
『Roman』より収録
5. 11文字の伝言
『Roman』より収録
6. 石畳の緋き悪魔
『聖戦のイベリア』より収録
7. 冥王 -Θανατος-
『Moira』より収録
8. 死せる者達の物語
『Moira』より収録
冒頭の台詞がカットされている。
9. 光と闇の童話
『イドへ至る森へ至るイド』より収録
次曲「宵闇の唄」につながるよう編集されている。
10. 宵闇の唄
『Märchen』より収録
前曲「光と闇の童話」とつながるよう編集されている。

#### DISC2
1. 屋根裏物語
過去に『Roman』の特設サイト（現在は閲覧不可）で公開されていたボーナストラック音源「yaneuraroman」を改題して収録
2. 11文字の伝言 [Le vrai message]
過去に『Roman』の特設サイト（現在は閲覧不可）で公開されていたボーナストラック音源「truemessage」を改題して収録
3. 神の光 -Μοιρα-
過去に『Moira』の特設サイト（現在は閲覧不可）で公開されていたボーナストラック音源より収録

### DVD
1. エルの楽園 [→side:E→] PV
コンサートDVD『Elysion 〜楽園パレードへようこそ〜』に収録されていたものと同様
2. 見えざる腕 PV
コンサートDVD『Roman 〜僕達が繋がる物語〜』に収録されていたものと同様
3. 石畳の緋き悪魔 PV
『聖戦のイベリア』の初回限定版に付属していたDVDに収録されていたものと同様
4. 冥王 -Θανατος- PV
コンサートDVD『Moira 〜其れでも、お征きなさい仔等よ〜』の初回限定版に収録されていたものと同様
5. 光と闇の童話 PV
『イドへ至る森へ至るイド』の初回限定版に付属していたDVDに収録されていたものと同様
6. 終端の王と異世界の騎士 〜The Endia & The Knights〜
ライブDVD『第三次領土拡大遠征凱旋記念 「国王生誕祭」 2009.6.27』から該当の曲部分を収録
7. ＜ハジマリ＞のクロニクル
ライブDVD『第三次領土拡大遠征凱旋記念 「国王生誕祭」 2009.6.27』から該当の曲部分を収録